# Abbatiale Saint-Pierre de Preuilly-sur-Claise
Ne doit pas être confondu avec Abbaye de Preuilly.
L'abbatiale Saint-Pierre de Preuilly-sur-Claise est situé à Preuilly-sur-Claise. 

## Historique
Effroy, seigneur de Preuilly et de La Roche-Posay fonde cette abbaye de bénédictins en 1001. Sa construction fut approuvée par le roi Robert II Le pieux en 1012. Elle fut alors consacrée par Archambaud de Sully, archevêque de Tours et mise sous invocation de saint Pierre.
Les reliques de saint Melaine furent placées dans une chapelle latérale qui lui était dédiée, et son corps mis dans une châsse d'argent. Par la suite, les reliques furent partagées avec plusieurs églises de l'Ouest de la France ; la châsse fut prise à la Révolution et les restes, dont le crâne, conservés. L'effondrement du clocher de l'abbatiale anéantit la chapelle Saint-Melaine.
L'édifice a ensuite été considérablement restauré et remanié au XIXe siècle, notamment quand le clocher s'effondra en 1867. Il fut reconstruit en 1873, avec l'adjonction d'une haute flèche, comportant une couverture de tuiles vernissées, dans un goût proche des toitures des hospices de Beaune, ce qui ne laisse pas d'être surprenant et insolite pour la région. Les vitraux datent des XIXe et XXe siècles.
C'est un édifice majeur de l'art roman, à la fois par l'originalité du développement de son architecture et par la qualité et la richesse de sa sculpture (notamment celle de chapiteaux historiés). En 1846, il fut remarqué par Charles Audigé et Constant Moisand, dans leur ouvrage intitulé Histoire de la ville et du canton de Preuilly, et à travers la notice archéologique de l'abbé Bourassé. Charles Huysmans, suivant d'autres auteurs, a fait remarquer les particularités de son plan, où l'axe de la nef ne correspond pas à celui du chœur, l'absidiole centrale imitant selon lui la tête penchée du Christ sur la croix.
L'église abbatiale faisait partie à l'origine d'un monastère bénédictin et présente à cet égard de fortes ressemblances avec l'abbaye Notre-Dame de Fontgombault. Les bâtiments, situés sur le terrain au sud de l'abbatiale, ont été vendus à des particuliers à la Révolution et sont en partie encore visibles : logis de l'abbé (face à la Claise), vestiges du cloître (presbytère, dans le prolongement du transept sud), moulin de l'abbaye (près du vieux-pont).
Aujourd'hui église paroissiale, l'imposant édifice religieux est incontournable au centre de la bourgade. L'éclairage de l'église Saint-Pierre a été réalisée par l'agence de conception lumière Neo Light.
L'abbatiale fait l’objet d’un classement au titre des monuments historiques par arrêté de 1840.

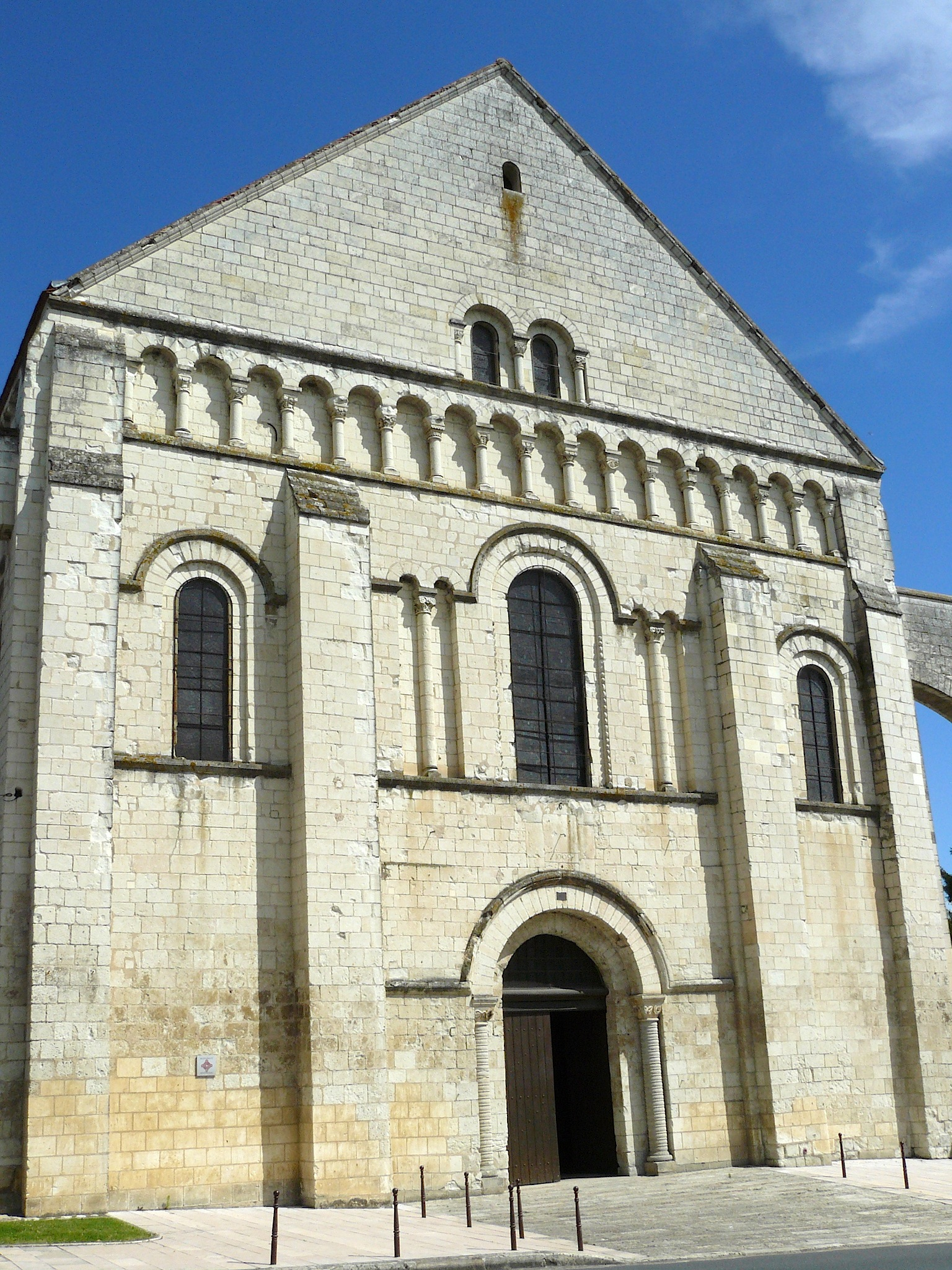
Façade de l'abbatiale.
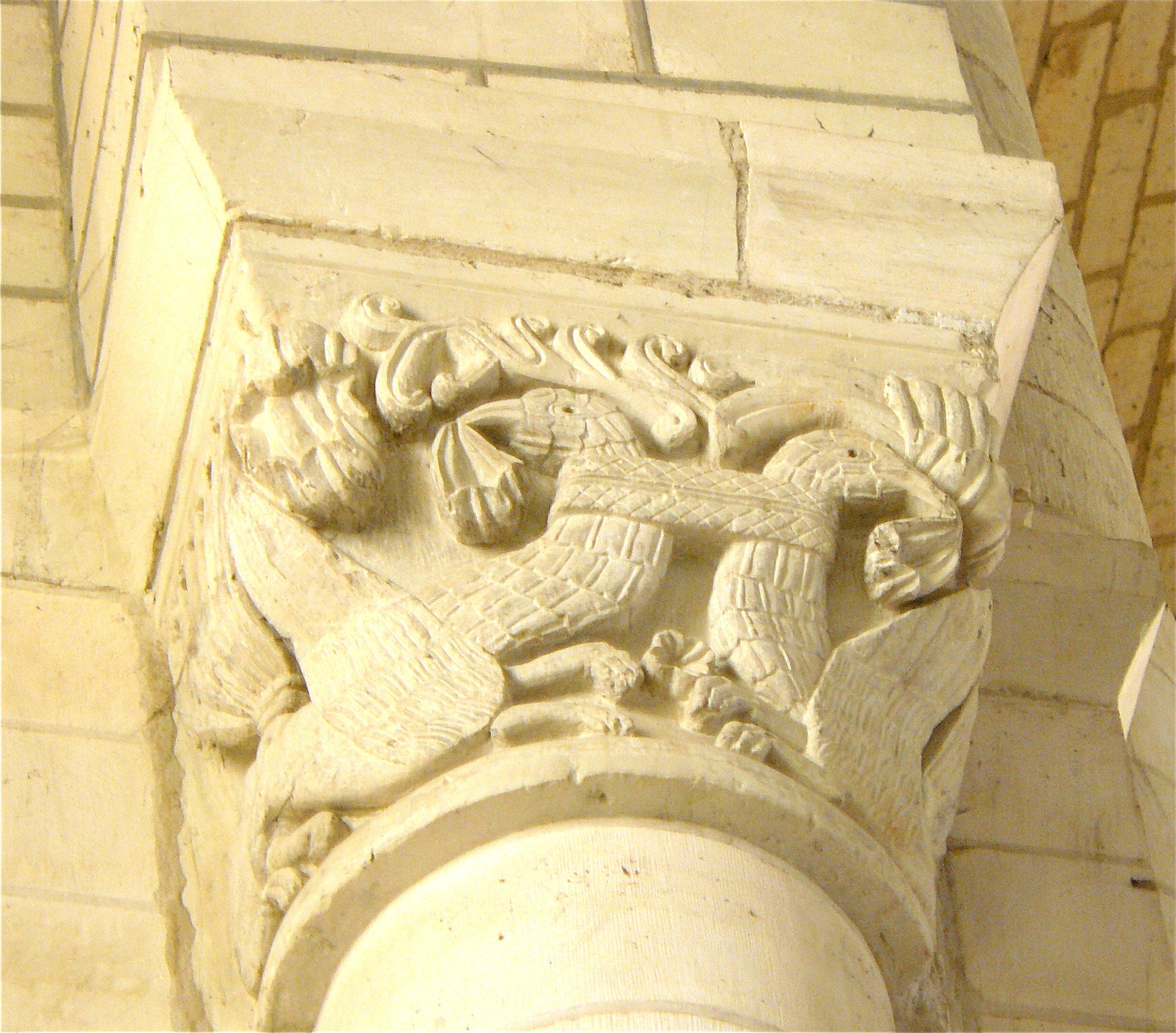
Chapiteau de l'abbatiale Saint-Pierre.
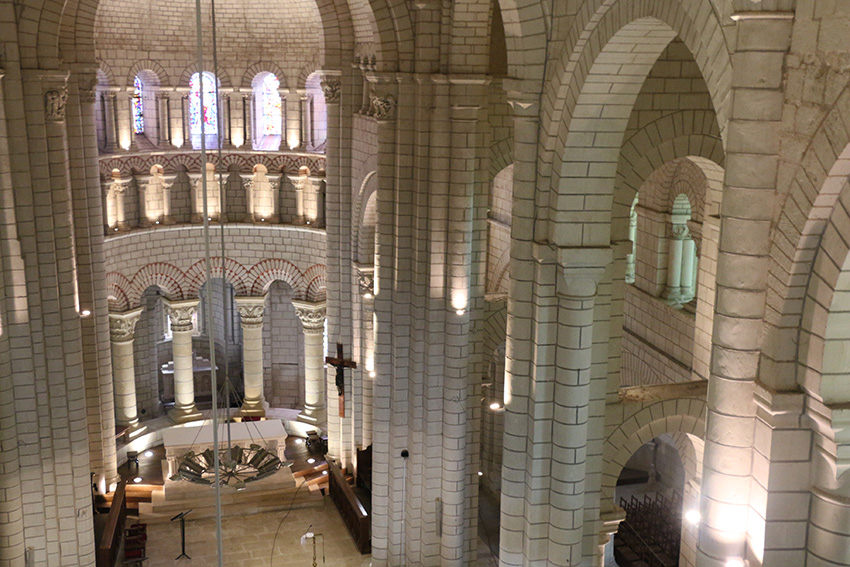
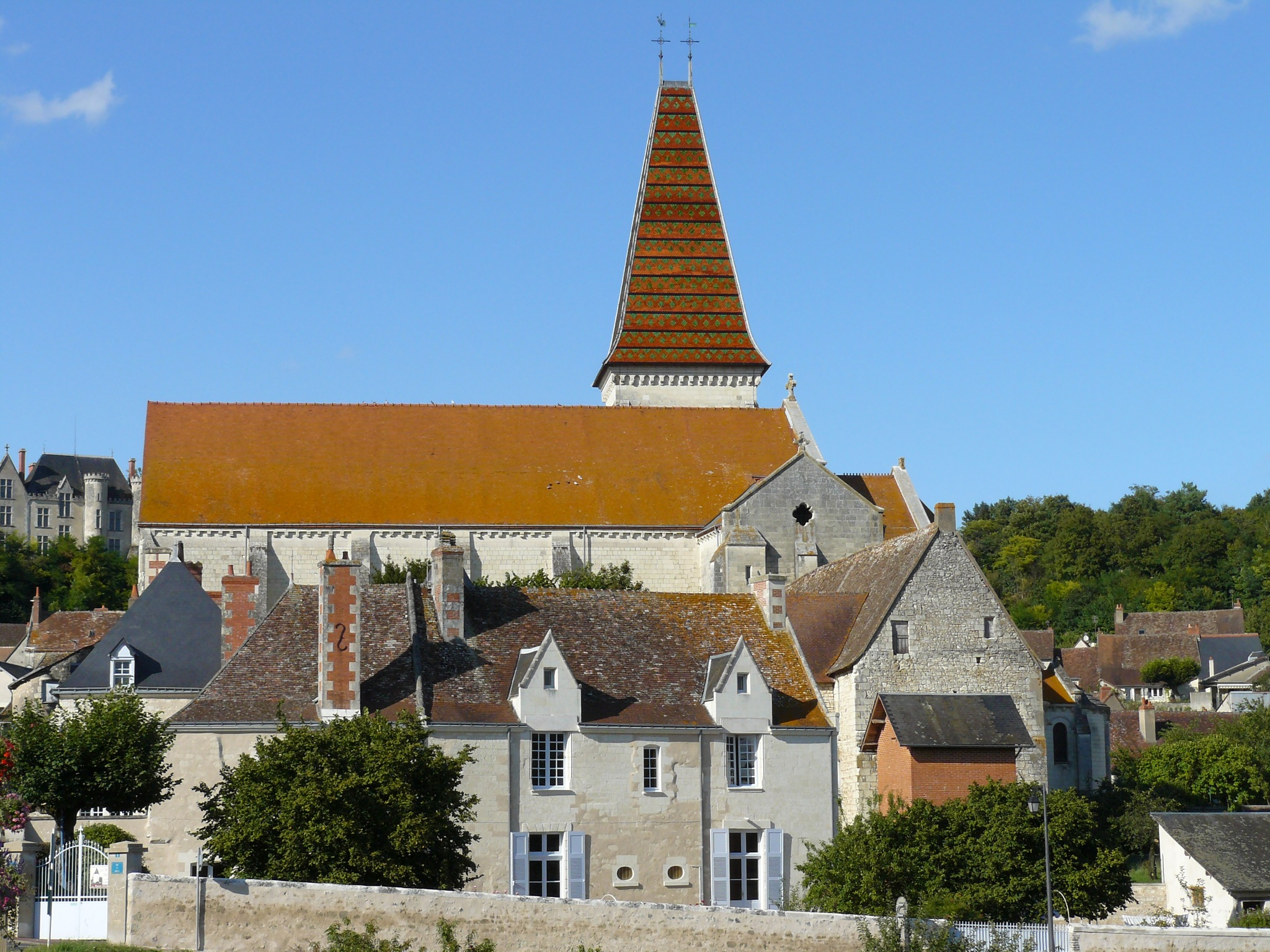
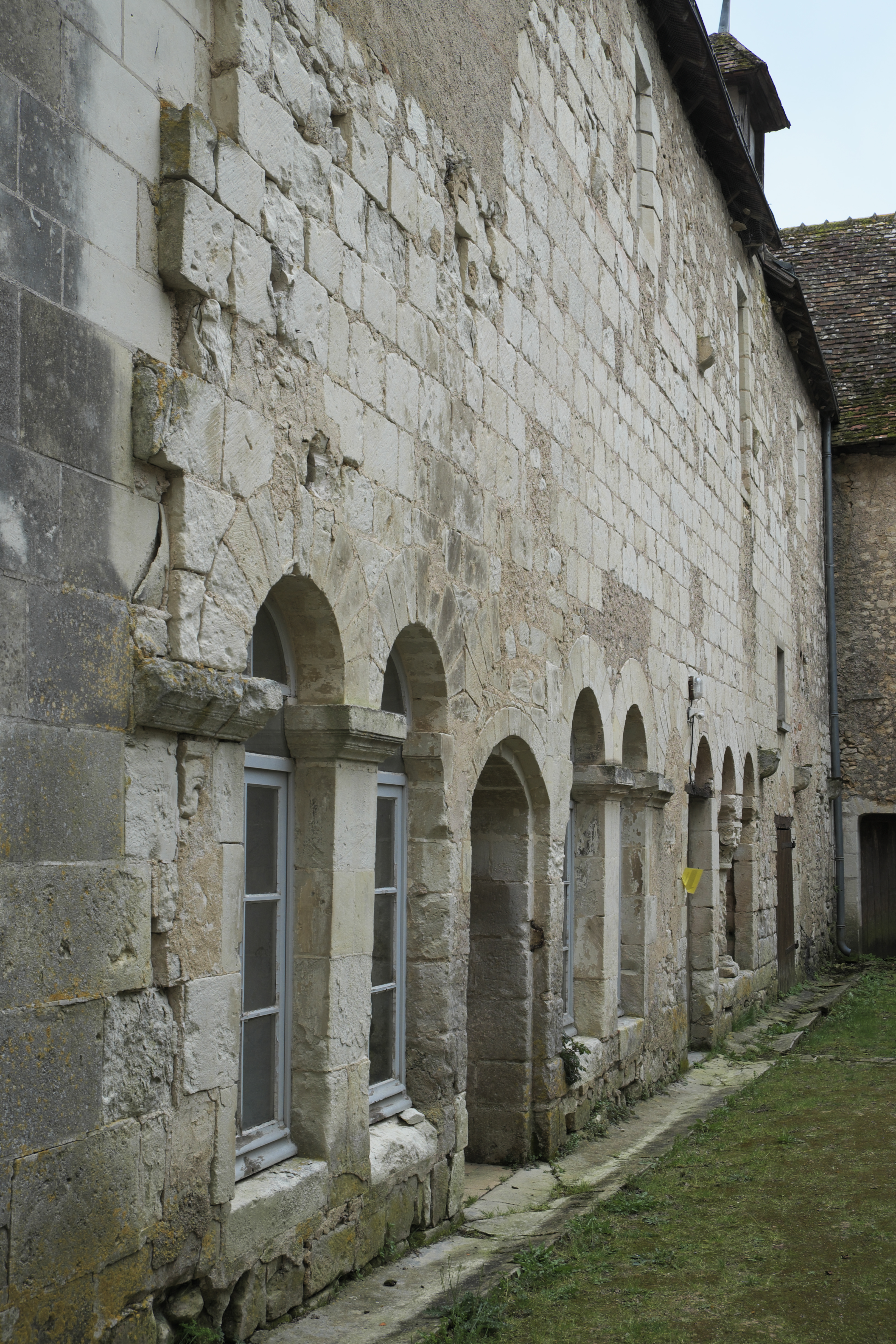
Cloître de l'abbaye.